# Gianluca Brambilla
Gianluca Brambilla (født 22. august 1987 i Bellano) er en professionel cykelrytter fra Italien, der er på kontrakt hos Q36.5 Pro Cycling Team.

## Karriere
Brambilla blev professionel i 2010 hos CSF-Bardiani. Ved Giro d'Italia 2012 blev han nummer tre i ungdomskonkurrencen. Han har vundet etaper i Giro d'Italia og Vuelta a España.